# Henryk Tchórzewski
Henryk Tchórzewski  (ur. 10 listopada 1937 w Chełmie, zm. 6 lipca 2014) – polski lekarz, prof. zw. dr hab. n. med., specjalista w zakresie chorób wewnętrznych i immunologii klinicznej. Profesor nadzwyczajny Katedry Patofizjologii Uniwersytetu Medycznego w Łodzi, wieloletni pracownik Instytutu „Centrum Zdrowia Matki Polki w Łodzi” oraz przewodniczącego Rady Naukowej I kadencji. Był członkiem Komitetu Immunologii i Etiologii Zakażeń Człowieka PAN. 
Jego żoną była artystka – Helena Kulig-Tchórzewska (1939–1998).
Zmarł 6 lipca 2014 r. i został pochowany 10 lipca na Cmentarzu Wojskowym św. Jerzego na Dołach w Łodzi.